# واوکس مرقونویل
واوکس مرقونویل (به فرانسوی: Vaux-Marquenneville) یک کمون در فرانسه است که در Canton of Hallencourt واقع شده‌است.

## خصوصیات
واوکس مرقونویل ۳٫۹۷ کیلومترمربع مساحت و ۷۸ نفر جمعیت دارد و ۱۵۲ متر بالاتر از سطح دریا واقع شده‌است.

## نگارخانه

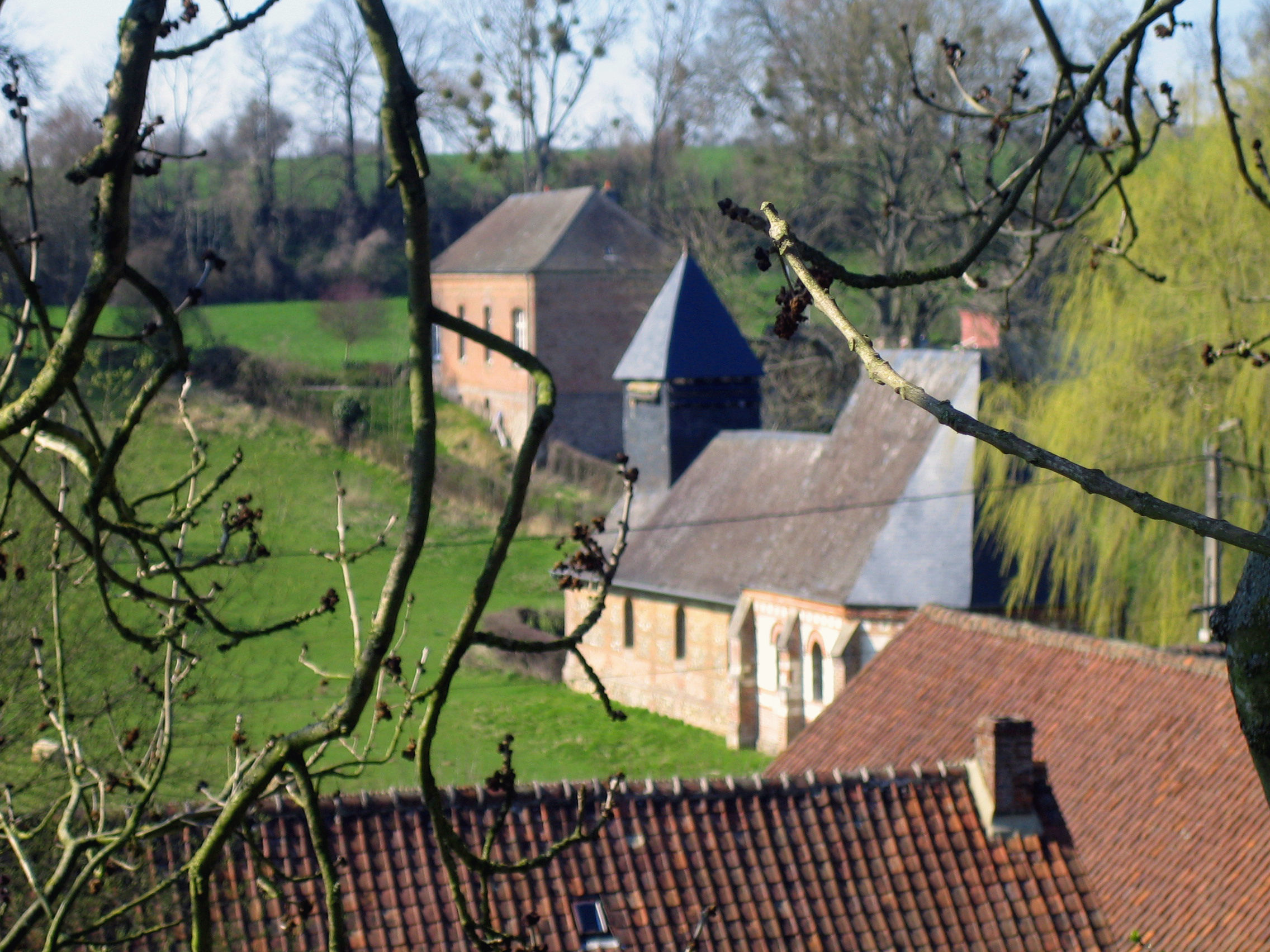
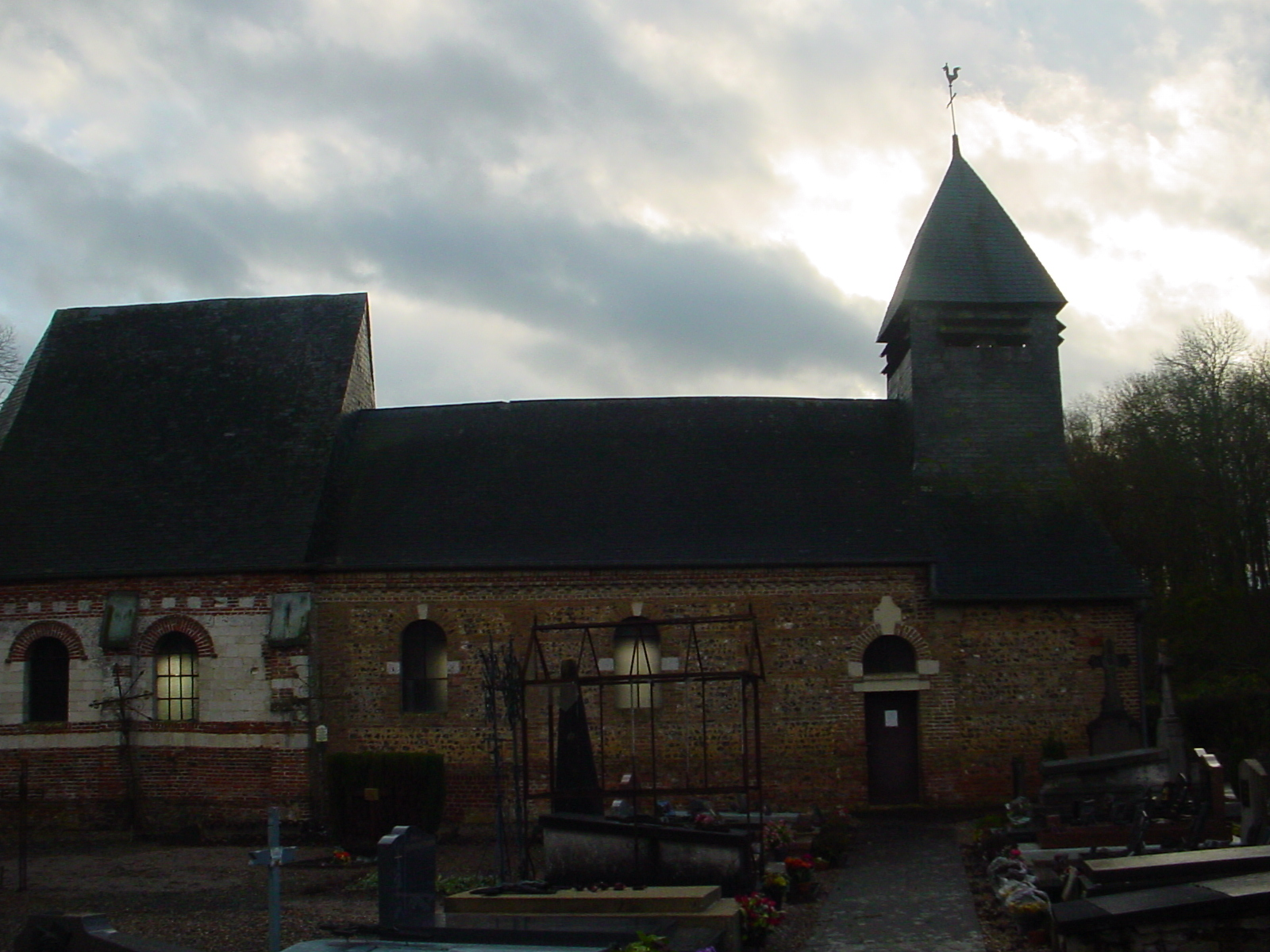
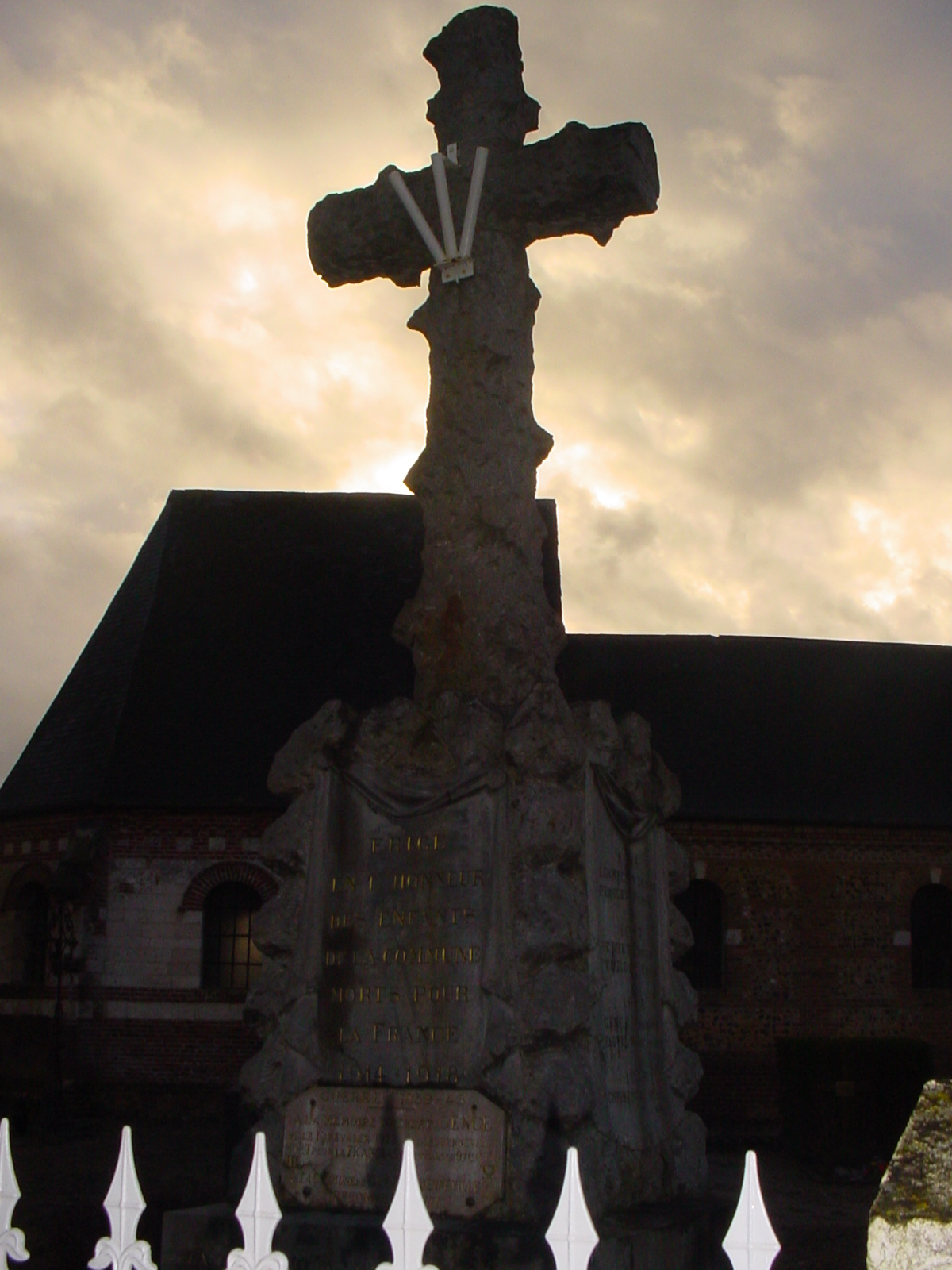
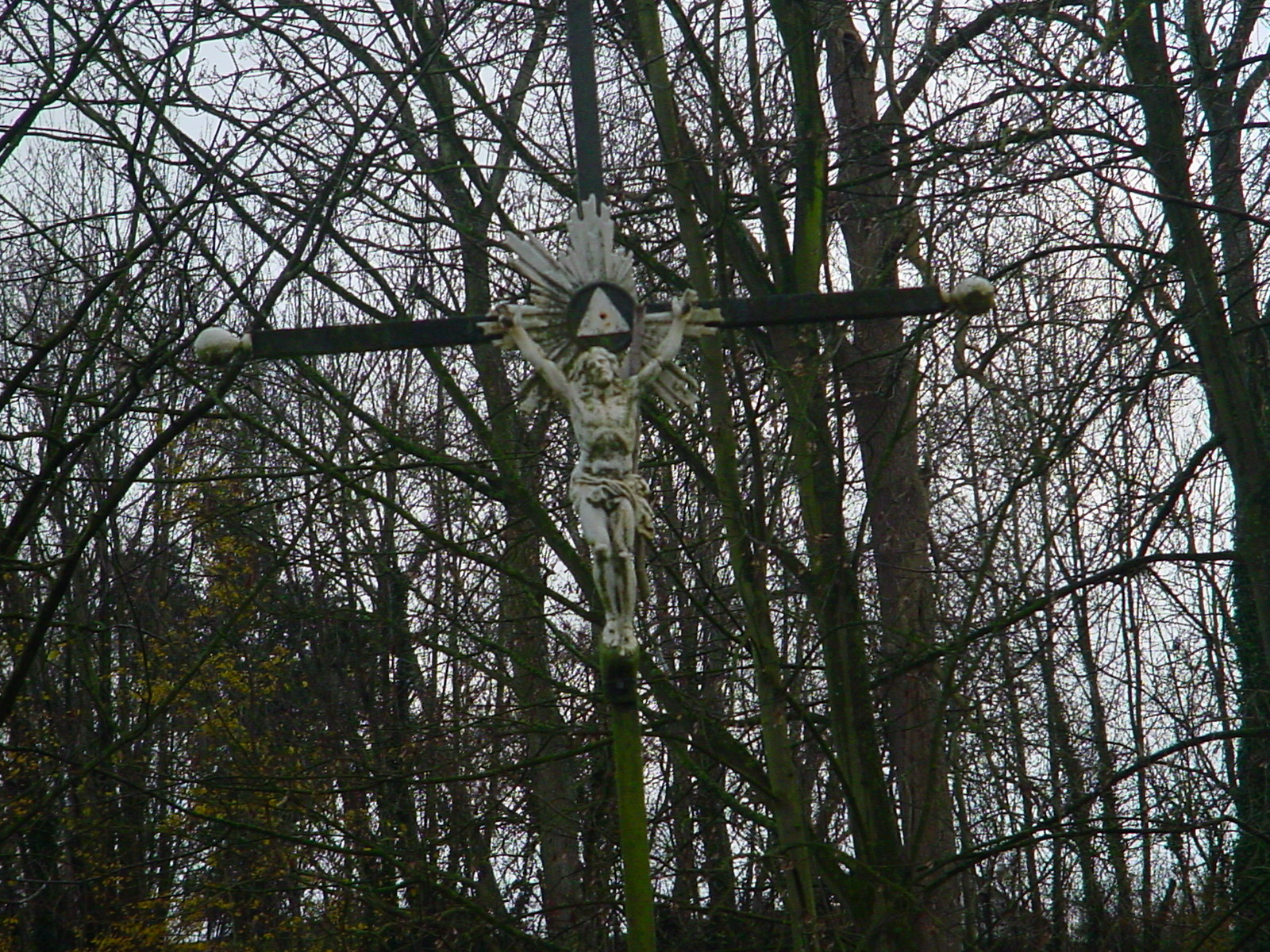